# Culture de Vučedol
Objets typiques
Colombe de Vučedol
La culture de Vučedol (en croate : Vučedolska kultura) est une culture archéologique du Néolithique final et de l’âge du cuivre, qui s'est étendue sur la Croatie, la Bosnie-Herzégovine, la Hongrie et le Nord de la Serbie, entre 3000 et 2200 av. J.-C.. Certains auteurs la considèrent comme étant influencée par l'expansion de la culture kourgane.

## Historique
Cette culture tire son nom de la localité de Vučedol (hr) (la vallée des loups), près de Vukovar, en Slavonie (Croatie). Le site archéologique de Vučedol a été découvert en 1897 par Josip Brunšmid, directeur du Musée archéologique de Zagreb (en).

## Extension géographique
À partir de la Slavonie orientale, où semblent se trouver les sites les plus anciens, la culture de Vučedol s'est étendue sur la Hongrie, la Croatie, la Bosnie-Herzégovine, et le Nord de la Serbie.

## Chronologie
La culture de Vučedol est précédée dans la région par la culture de Baden (Hongrie), la culture de Butmir (Bosnie) et la culture de Kostolac (Nord de la Serbie). Elle est suivie par la culture de Cetina, la culture de Somogyvâr-Vinkovci et la culture de Nagyrév.
La culture de Vučedol peut se décomposer en quatre phases :
- Préclassique (période A)
- Protoclassique (période B1)
- Classique (période B2)
- Phase d'expansion avec faciès régionaux (période C)

## Habitat et économie
On estime que le site de Vučedol abritait à son apogée jusqu'à 3 000 habitants, ce qui en fait l'un des villages européens les plus grands et les plus importants de son temps.
L'agriculture et l'élevage constituaient la base de l'alimentation, les bovins prédominant parmi les os des animaux domestiques. Dans certaines colonies de la culture tardive de Vučedol, telles que Vinkovci, il existe un nombre impressionnant d'os de cerf, s'il s'agit d'une tendance générale ne peut être confirmée que par d'autres fouilles.
Les restes de poissons étaient également très courants à Vučedol sur le Danube. Des harpons faits de bois de cerf étaient probablement utilisés pour attraper de plus gros poissons. La production textile est attestée par des poids de tissage ronds en argile.

## Vestiges
Les artisans de Vučedol maitrisaient la métallurgie du bronze arsénié, alliage de cuivre et d'arsenic, qui précède le bronze proprement dit.

### La colombe de Vučedol
De nombreuses céramiques richement décorées ont été trouvées sur le site de Vučedol, dont l’une se présente sous la forme d’une colombe, appelée la colombe de Vučedol, découverte en 1938. La dernière interprétation en fait toutefois un vase de la forme d'une perdrix mâle, symbole de fertilité, dont le comportement défensif boiteux contre l'attaque de prédateurs sur un nid de perdrix au sol rappellerait le chaman forgeron boiteux, selon la récente interprétation d'Aleksandar Durman de Zagreb. Cette poterie est pour d'autres un remarquable exemple de création artistique et de symbolisme religieux, associé à un culte de la Déesse mère.

## Génétique
Une étude de 2018 publiée dans la revue Nature comprend une analyse de trois individus attribués à la culture de Vučedol. Un homme portait les haplogroupes R1b1a1a2a2 (haplogroupe R-M269) et T2e (haplogroupe T (ADNmt)), tandis que l'autre portait G2a2a1a2a (haplogroupe G) et T2c2. La femme portait U4a.
Le génome d'un individu de la culture de Somogyvár-Vinkovci datée entre 2500 et 2200 av. J.-C. et faisant suite à la culture de Vučedol appartient à l'haplogroupe R1a (R1a-V2670) et a pour haplogroupe d'ADN mitochondrial K1a3a. Ayant un crâne très long, il a la peau claire, les yeux bleus et les cheveux blonds.

## Analyse
Selon Bogdan Brukner, les auteurs de la culture de Vučedol seraient des Indo-européens, d'où seraient issus les proto-Illyriens identifiés plus tard dans la région.